# Le Haut-Corlay
Le Haut-Corlay (bret. Ar Gozh-Korle) – miejscowość i gmina we Francji, w regionie Bretania, w departamencie Côtes-d’Armor.
Według danych na rok 1990 gminę zamieszkiwały 734 osoby, a gęstość zaludnienia wynosiła 29 osób/km² (wśród 1269 gmin Bretanii Le Haut-Corlay plasuje się na 701. miejscu pod względem liczby ludności, natomiast pod względem powierzchni na miejscu 368.).